# Crioclàstia

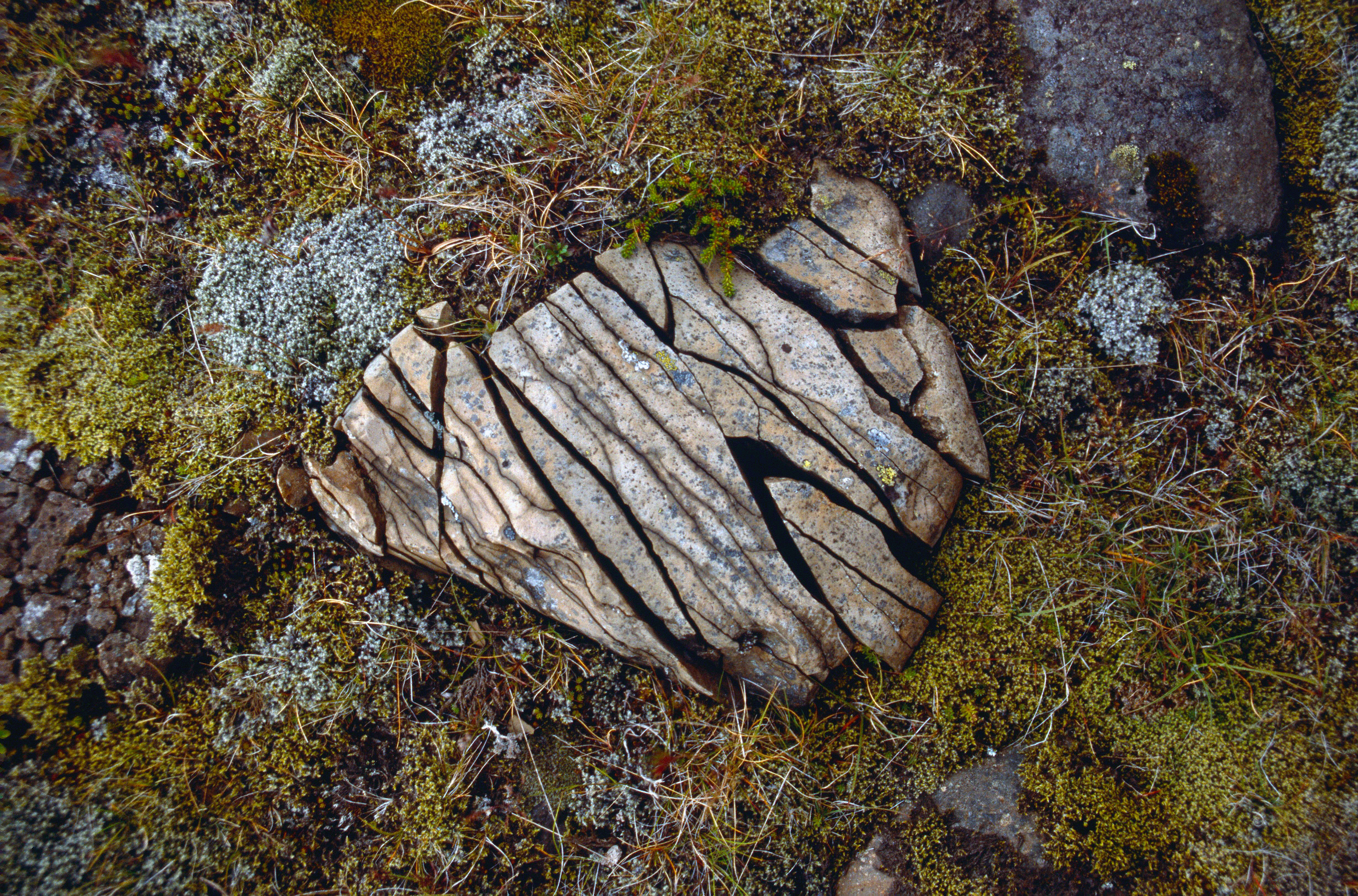
Roca fragmentada per la crioclàstia a Islàndia

La crioclàstia o gelifracció, és un tipus de meteorització física. La crioclàstia es refereix a l'esberlament degut als processos de congelació i desgel en les fissures de les roques. L'extensió de les conseqüències de la crioclàstia depèn menys de la intensitat del fred que del contrast entre els períodes de gelada i desgelament. A l'entrada de les coves situades a certa altitud i als deserts o zones àrides, on la temperatura pot baixar fàcilment sota zero durant la nit o a causa de canvis climàtics ràpids, és on es troben formes de crioclàstia amb més freqüència.